# Giovanni Arduino (geolog)
Giovanni Arduino, italijanski geolog, * 16. oktober 1714, Caprino Veronese, † 21. marec 1795, Benetke.
Arduino velja za očeta italijanske geologije. Predvsem je znan po preučevanju severne Italije. 